# Умный человек в очках скачать обои
«Умный человек в очках скачать обои» — интернет-мем, ставший вирусным в социальных сетях в июле 2025 года. Мем основан на фотографии видеоблогера и популяризатора науки Яна Топлеса, сделанной в 2018 году во время фотосессии, и сопровождается подписью «умный человек в очках скачать обои». Является примером распространения абсурдного и постироничного контента в цифровой среде.

## История
Фотография, ставшая основой мема, была опубликована Яном Топлесом в 2018 году после одной из его фотосессий. На снимке Топлес запечатлён в джинсовой куртке и очках на фоне улицы, размытой в боке, что придаёт изображению стилизованный, «обойный» характер.
Вирусное распространение мема началось в июле 2025 года в русскоязычных сегментах TikTok, Telegram и других социальных сетях. Пользователи начали массово публиковать изображение с подписью «умный человек в очках скачать обои», обыгрывая его как универсальный шаблон абсурдного комментария.
По информации издания «Холод», виральность мема была обусловлена его абсурдной сутью и открытостью к переинтерпретации — отсутствие логической связи между изображением и подписью сделало мем удобным инструментом для постироничных шуток.
Как отмечается в публикации «Состав», мем быстро стал маркером новой волны бессмысленного, но узнаваемого визуального юмора, свойственного цифровой культуре 2020-х годов.
Отдельную роль в росте популярности сыграла некоторая визуальная универсальность образа: фотография активно тиражировалась в поисковиках и видеоредакторах, а её стилистика ассоциировалась с типичными «обоями» для рабочего стола.
В августе 2025 года Ян Топлес признаётся, что создателем мема является он сам и его команда. План был хорошо спланирован и именно команда Топлес опубликовала интернет-мем впервые, запустила его изображение на Таймс-сквер и Москва-Сити, а также занялась популяризацией за пределами России.

## Смысл и восприятие
Мем «умный человек в очках скачать обои» приобрёл популярность во многом благодаря сочетанию визуального нейтралитета изображения и бессмысленной, но узнаваемой подписи. По мнению обозревателей издания «Холод», мем стал формой визуального постироничного комментария: он не несёт прямого смысла, а его привлекательность заключается в намеренной абсурдности.
Эксперты издания «Тинькофф Журнал» указывают, что особенность мема заключается в том, что он стилизован под баннер или рекламу, но при этом не рекламирует ничего. Такая «ложная целеустремлённость» вызывает у зрителей эффект когнитивного диссонанса, что делает изображение привлекательным для дальнейшего тиражирования и переосмысления.
В материале Maxim подчёркивается, что подобный тип контента отражает тенденцию на создание «мемов без контекста» — изображений, которые одновременно кажутся узнаваемыми, но при этом не несут конкретной информации. Это соответствует трендам «постпостиронии» и цифрового абсурда, характерным для онлайн-культуры 2020-х годов.
Авторы «Правила жизни» рассматривают мем в более широком культурном контексте, связывая его с явлением «цифровой иронии» — формой выражения, в которой бессмысленность и стилистическое переусердствование становятся осознанной реакцией на информационную перегрузку.

## Популярность и реакция
После вирусного распространения в TikTok и Telegram, мем получил широкое внимание со стороны пользователей и СМИ. По данным издания «РБК», в течение первых недель июля 2025 года изображение с подписью «умный человек в очках скачать обои» появилось в тысячах публикаций, в том числе в формате стикеров, видеомонтажей и пародий.
Сайт Know Your Meme отметил, что мем стал примером того, как визуально нейтральное изображение может получить культурную значимость благодаря комьюнити-переосмыслению.
Мем был замечен рядом российских СМИ и блогеров, в том числе в «Максиме», «Состав.ру», «Правилах жизни» и других изданиях, где он анализировался как феномен цифрового абсурда. Также изображение активно использовалось в рамках визуальных шуток, связанных с офисной эстетикой, научпопом и «превознесением рационального образа».
В интервью для издания «Холод» сам Ян Топлес отнёсся к популярности мема с иронией, отметив, что не ожидал, что «самая скучная фотография внезапно станет символом постиронии».
Согласно публикации на «Лента.ру», в некоторых случаях мем стал основой для рекламных и маркетинговых перехватов, однако значительная часть пользователей продолжала использовать его в иронично-бессмысленном контексте.